# Stade McMahon
 (septembre 2024).
Si vous disposez d'ouvrages ou d'articles de référence ou si vous connaissez des sites web de qualité traitant du thème abordé ici, merci de compléter l'article en donnant les références utiles à sa vérifiabilité et en les liant à la section « Notes et références ».
Le stade McMahon est un stade de football canadien situé dans la ville de Calgary au Canada, d'une capacité de 40 000 places. Il s'agit du stade officiel des Stampeders de Calgary ; de plus, il est situé non loin de l'Université de Calgary, et accueille les équipes des Dinos de Calgary.
Le stade a accueilli la cérémonie d'ouverture des Jeux olympiques d'hiver de 1988.